# Tàu tuần dương bảo vệ

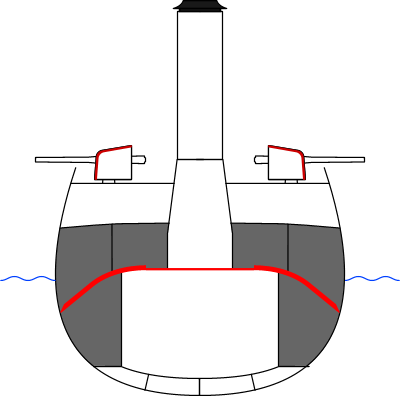
Sơ đồ cắt ngang một chiếc tàu tuần dương bảo vệ tiêu biểu trình bày sơ đồ bảo vệ của nó. Những đường đỏ là sàn tàu bọc thép và che chắn pháo, và các vùng xám là các hầm than để bảo vệ. Lưu ý lớp sàn tàu dày nhất khi nghiêng xuống, hầm than bên trên được tách dọc ra để lớp than ngoài được duy trì trong khi các hầm bên trong để trống, và đáy lườn tàu gồm hai lớp kín nước.

Tàu tuần dương bảo vệ (tiếng Anh: protected cruiser) là một kiểu tàu chiến lớn vào nửa cuối thế kỷ 19, được gọi tên như vậy do lớp sàn tàu được bọc thép bảo vệ cho các phòng động cơ xung yếu chống lại được mảnh đạn do đạn pháo nổ bên trên. Tàu tuần dương bảo vệ được phòng thủ kém hơn so với tàu tuần dương bọc thép, vốn còn có thêm một đai giáp dọc bên hông lườn tàu.
Trong khi tàu tuần dương bọc thép phát triển thành tàu chiến-tuần dương (và thiết giáp hạm tiền-dreadnought được thay thế bởi những dreadnought), tàu tuần dương bảo vệ được xem là tiền thân của tàu tuần dương hạng nhẹ và tàu tuần dương hạng nặng sau này.

## Các đặc tính thiết kế
Với sự phát triển của đạn pháo nổ vào giữa thế kỷ 19, tàu chiến cần được bảo vệ bổ sung, và các tàu tuần dương bảo vệ bắt đầu được chế tạo vào khoảng năm 1880. Trên một tàu tuần dương bảo vệ, vỏ giáp được bố trí trên sàn tàu bên trong lườn tàu, bảo vệ cho nồi hơi và động cơ hơi nước. Những tàu tuần dương bảo vệ tiêu biểu có trọng lượng rẽ nước trong khoảng 2.500 đến 7.000 tấn, và được trang bị cho đến một tá pháo với cỡ nòng từ 100 đến 152 mm (3,9 - 6 inch). Chúng có khả năng đạt được tốc độ 33–43 km/h (18–23 knot).
Chiếc tàu tuần dương bảo vệ đầu tiên là một tàu chiến Chile Esmeralda mang tính đột phá. Được đóng tại một xưởng tàu thuộc quyền sở hữu của Armstrong Whitworth ở Elswick thuộc Anh Quốc, nó đã có ảnh hưởng đến một nhóm các tàu tuần dương bảo vệ được chế tạo tại cùng một xưởng đóng tàu và được gọi là những tàu tuần dương Elswick. Tháp cấu trúc thượng tầng, sàn tàu phía đuôi và sàn tàu gỗ được tháo bỏ thay thế bằng một sàn tàu bọc thép. Vũ khí trang bị cho Esmeralda bao gồm các khẩu pháo 254 mm (10 inch) trước mũi và phía đuôi tàu cùng các khẩu 152 mm (6 inch) cho các vị trí giữa tàu. Nó có thể đạt được tốc độ 33 km/h (18 knot) và chỉ vận hành thuần túy bằng hơi nước, với một trọng lượng rẽ nước không quá 3.000 tấn. Trong vòng hai thập niên tiếp theo sau, kiểu tàu tuần dương này trở thành cảm hứng cho sự phối hợp pháo hạng nặng, tốc độ cao và tải trọng nhẹ. Đáng ngạc nhiên, cho dù thế hệ tàu chiến trên xuất phát từ Anh, bản thân Hải quân Hoàng gia không sở hữu bất kỳ chiếc tàu tuần dương Elswick nào. Họ ưa chuộng các tàu tuần dương "hạng nhất" rất lớn và được trang bị vũ khí nặng, hoặc tàu tuần dương "hạng hai" hay "hạng ba" vũ trang nhẹ hơn được thiết kế cho vai trò bảo vệ thương mại hàng hải.
Khoảng năm 1910, vỏ giáp bắt đầu được cải thiện về chất lượng; và động cơ turbine hơi nước, nhẹ hơn và mạnh hơn so với động cơ ba buồng bành trướng đặt dọc, cũng được đưa ra sử dụng. Các tàu tuần dương bảo vệ hiện hữu trở nên lạc hậu vì chúng chậm hơn và bảo vệ kém hơn những con tàu mới. Nồi hơi đốt nhiên liệu dầu cũng được áp dụng, khiến các hầm than hai bên lườn tàu không còn cần thiết, nhưng lại làm mất đi sự bảo vệ mà chúng cung cấp. Tàu tuần dương bảo vệ được thay thế bằng "tàu tuần dương bọc thép nhẹ" với đai giáp hông và các sàn tàu bọc thép thay vì một lớp sàn tàu như trước đây, sau này sẽ phát triển thành tàu tuần dương hạng nặng.

## Tàu tuần dương bảo vệ của Hải quân Hoa Kỳ

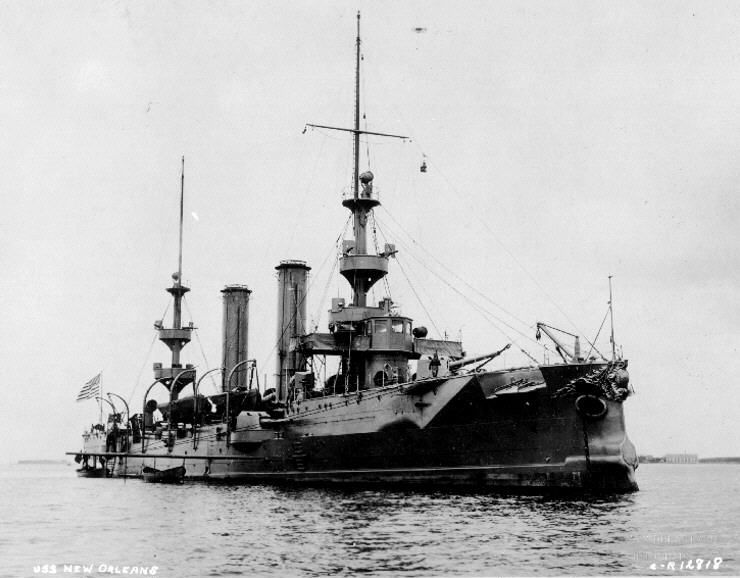
USS New Orleans (CL-22)

Những chiếc tàu tuần dương bảo vệ đầu tiên thuộc "Hải quân Mới" của Hải quân Hoa Kỳ là USS Atlanta được hạ thủy vào tháng 10 năm 1884, được tiếp nối không lâu sau đó bởi Boston vào tháng 12 và Chicago một năm sau đó. Một loạt các con tàu tuần dương được đánh số bắt đầu với Newark (Tuần dương Số 1), mặc dù Charleston (Tuần dương Số 2) lại là chiếc được hạ thủy trước hết vào tháng 7 năm 1888, và kết thúc với một chiếc Charleston khác, Tuần dương Số 22, hạ thủy vào năm 1904. Chiếc cuối cùng còn sống sót của loạt này là USS Olympia (C-6), hiện đang được bảo tồn như một tàu bảo tàng tại Philadelphia.
Việc xếp lớp lại vào ngày 17 tháng 7 năm 1920 đã đặt một dấu chấm hết cho việc sử dụng từ ngữ "tàu tuần dương bảo vệ" trong Hải quân Hoa Kỳ, những con tàu còn lại được gọi tên đơn thuần là "tàu tuần dương" với số hiệu lườn tàu mới, để cho các tàu tuần dương bọc thép còn lại có thể giữ nguyên số hiệu lườn tàu không đổi.

## Tàu tuần dương bảo vệ của Hải quân Hoàng gia Anh
Hải quân Hoàng gia Anh Quốc xếp loại tàu tuần dương của họ theo hạng nhất, nhì hoặc ba trong giai đoạn từ cuối những năm 1880 cho đến năm 1905, và đã đóng một số lượng lớn cho nhu cầu bảo vệ thương mại hàng hải. Hầu hết trong thời gian này, tàu tuần dương được đóng theo sơ đồ "bảo vệ", hơn là sơ đồ "bọc thép" cho lườn tàu. Tàu tuần dương bảo vệ hạng nhất lớn ngang bằng một tàu tuần dương bọc thép và trang bị vũ khí tương đương, và được chế tạo như một sự thay thế cho tàu tuần dương bọc thép hạng nhất từ cuối những năm 1880 cho đến năm 1898. Tàu tuần dương bảo vệ hạng hai nhỏ hơn, lượng rẽ nước 3.000–5.500 tấn và có giá trị trong vai trò bảo vệ thương mại hàng hải lẫn tuần tra bảo vệ cho hạm đội. Tàu tuần dương bảo vệ hạng ba là những tàu nhỏ, không có đáy hai lớp, được dự định chủ yếu để bảo vệ thương mại hàng hải, cho dù một số tàu tuần dương nhỏ được chế tạo cho vai trò tuần tra hạm đội hay "tàu tuần dương ngư lôi" trong thời đại "tàu tuần dương bảo vệ".
Việc đưa vào sử dụng vỏ giáp Krupp dày 150 mm (6 inch) đã khiến cho sơ đồ bảo vệ "bọc thép" hiệu quả hơn cho những tàu tuần dương hạng nhất lớn nhất, và không có chiếc tàu tuần dương bảo vệ hạng nhất nào được đóng sau năm 1898. Những tàu tuần dương nhỏ hơn, không mang nổi sức nặng của đai giáp cồng kềnh, giữ lại sơ đồ "bảo vệ" cho đến năm 1905, khi những chiếc cuối cùng của các lớp Challenger và Highflyer được hoàn tất. Có một sự gián đoạn chung trong chương trình đóng tàu tuần dương tại Anh sau thời gian này, ngoại trừ một vài lớp tàu tuần dương tuần tiễu nhỏ để hoạt động trong hạm đội. Khi Hải quân Hoàng gia bắt đầu chế tạo trở lại các tàu tuần dương lớn trên 4.000 tấn vào khoảng năm 1910, tùy theo lớp tàu, họ sử dụng một vỏ giáp sàn tàu hỗn hợp hoặc/và đai giáp để bảo vệ. Những tàu tuần dương hiện đại vận hành bằng turbine này được xếp loại chính xác là các tàu tuần dương hạng nhẹ.

## Các mẫu còn lại
Một ít các tàu tuần dương bảo vệ còn sót lại được bảo tồn như những tàu bảo tàng:
- Aurora—St Petersburg
- HNLMS Bonaire—Delfzijl, Netherlands
- USS Olympia—Philadelphia
- Phần mũi và cầu tàu của Puglia—La Spezia